# Oxysarcodexia molitor
Oxysarcodexia molitor är en tvåvingeart som först beskrevs av Charles Howard Curran och Walley 1934.  Oxysarcodexia molitor ingår i släktet Oxysarcodexia och familjen köttflugor.
Artens utbredningsområde är Guyana. Inga underarter finns listade i Catalogue of Life.